# Джулюниця (Великотирновська область)
Джулю́ниця (болг. Джулюница) — село у Великотирновській області Болгарії. Входить до складу общини Лясковець.

## Населення
За даними перепису населення 2011 року у селі проживали 1895 осіб.
Національний склад населення села:
| Національність   | Кількість осіб | Відсоток |
| ---------------- | -------------- | -------- |
| болгари          | 1858           | 99,1%    |
| цигани           | 8              | 0,4%     |
| турки            | 3              | 0,2%     |
| Всього відповіли | 1875           |          |

Розподіл населення за віком у 2011 році:
Динаміка населення: